# Queen's College (Londres)
Queen's College é uma escola independente para meninas inglesas localizada na Harley Street, Londres. Foi fundada em 1848 por Frederick Denison Maurice, professor de Literatura inglesa e História no King's College de Londres. Originalmente se localizava no número 66, posteriormente alterado para 45. Mais tarde se expandiu até o número 49. O Queen's College de Londres ocupa atualmente os números 43-49 da Harley Street.
Em 1853 Queen's College foi a primeira escola de meninas a receber uma Carta real para a promoção da educação das mulheres. A escola tem mais de 350 alunos e 40 professores e funcionários. As idades das estudantes variam de 11 a 18 anos.
De acordo com The Good Schools Guide, a escola "Forma jovens mulheres confiantes, articuladas, espertas cujas escolhas profissionais é mais provável que estejam nas áreas de Artes e Comunicações, ou na Educação, do que no serviço público ou bancário." 

## Ex-alunas notáveis
Conhecidas como Old Queens, encontram-se muitas mulheres notáveis entre suas ex-alunas ao longo da história da escola.
- Asma al-Assad, Primeira-dama da Síria
- Beatrice Harraden, escritora e ativista
- Eleanor Davies-Colley, cirurgiã
- Dorothea Beale (1848–55), fundadora do Cheltenham Ladies' College e do St Hilda's College, Oxford
- Frances Mary Buss (1848), fundadora do North London Collegiate School
- Gertrude Bell (1884-6), arqueologista, cartógrafa, diplomata
- Katherine Mansfield (1903-6), poetisa, autora
- Kathleen Kennedy (1938), Marquesa de Hartington, irmã de John F. Kennedy
- Gillian Sheen (1945-7), medalha de ouro olímpica de esgrima
- Deborah Moggach (1959–62), escritora e romancista
- Christina Onassis (1967-8), filha de Aristotle Onassis
- Jane Procter (1970-2), editora da revista Tatler
- Margaret Morris (1972-4), dançarina
- Daisy Goodwin (1972-7), produtora da televisão BBC
- Emma Freud (1973–80), produtora de rádio, membro da proeminente família Freud
- Tania Bryer (1974–1979), produtora de rádio
- Imogen Lloyd Webber (1988–1995), autora
- Vanessa Walters (1988–1995), autora
- Rosie Oddie (1997–2004), cantora
- Barbara Thompson (1944-2022), saxofonista[3]
- Rebecca Wilcox (1992–1999), apresentadora de televisão
- Peaches Geldof (2000–2007), filha de Bob Geldof
- Suzannah Walker Wise (1983–89), atriz[4]

## Diretores do Queen's College
- Revd. R. Chenevix Trench
- Revd. A. P. Stanley (1863–1872)
- Revd. J. LLewelyn Davies (1873–1874)
- Revd. E. Plumptre (1875–1879)
- Revd. J. Llewelyn Davies (1879–1886)
- Canon R. Elwyn (1886–1894)
- Revd. C. J. Robinson (1895–1898)
- Revd. T. W. Sharpe (1898–1903)
- Ms. F. Nightingale (1903-1904)
- Canon G. C. Bell (1904–1910)
- Sir Henry Craik (1911–1915)
- Revd. J. F. Kendall (1915–1918)
- Mr Joseph Edwards (1919–1931)
- Miss G. E. Holloway (1932–1940)
- Miss A. M. Kynaston (1940–1963)
- Mrs S Fierz (1964–1983)
- Mrs P. J. Fleming (1983–1990)
- Mrs J. K. Rowling (1990-1991)
- Lady Goodhart (1991–1999)
- Miss Margaret Connell (1999–2009)
- Dr. Frances Ramsey (2009–presente)